# گورستان گردنه شاه بداغ
قبرستان گردنه شاه بداغ مربوط به سده‌های اولیه دوران‌های تاریخی پس از اسلام است و در شهرستان چرداول، بخش هلیلان، دهستان هلیلان، ۵۰۰ متری روستای ظاهروند واقع شده و این اثر در تاریخ ۲۶ اسفند ۱۳۸۶ با شمارهٔ ثبت ۲۲۱۴۱ به‌عنوان یکی از آثار ملی ایران به ثبت رسیده است.